# Merle-Leignec
Merle-Leignec è un comune francese di 314 abitanti situato nel dipartimento della Loira della regione dell'Alvernia-Rodano-Alpi.

## Società

### Evoluzione demografica
Abitanti censiti